# خاویر سیکیرا
خاویر سیکیرا (انگلیسی: Javier Sequeyra؛ زادهٔ ۲۳ ژوئیهٔ ۱۹۹۵) بازیکن فوتبال اهل آرژانتین است.
از باشگاه‌هایی که در آن بازی کرده‌است می‌توان به باشگاه فوتبال استودیانتس اشاره کرد.